# 西部曠野天使
《西部曠野天使》是2003年2月14日開始被出租與2003年2月21日被發售的OVA作品。

## 故事
西部開拓時代，偶然搭火車到陽光希爾立志要成為保安官的瑪格麗特，遇見兩手手槍運用自如的女槍手蘿拉、美女歌手海倫，牧場的村姑卡洛琳、女醫生珍妮特、東部的大富翁的千金愛麗絲6人，突然遇到列車運送的金塊被遭遇列車強盜天國希爾互相作戰，並同心協力互相配合。

## 登場人物
瑪格麗特・哈特（Margaret Hart，配音員：川上倫子）
蘿拉・費爾蒙德（Laura Felmonde，配音員：三森愛子）
海倫・威爾曼（Helen Willman，配音員：水谷優子）
卡洛琳・懷特（Caroline White，配音員：竹內順子）
珍妮特・米勒（Janet Miller，配音員：佐佐木瑤子）
愛麗絲・道森（Alice Dawson，配音員：大澤千秋）
天國希爾（Heavens Hill，配音員：飯塚昭三）
火車司機（Engineer，配音員：緒方賢一）
史賓賽（Spencer，配音員：石塚運昇）
管家（Butler，配音員：小形滿）
傑克（Jack，配音員：森川智之）
珍（Jane，配音員：福島央俐音）
客人（Passenger，配音員：樫井笙人）
商人（Merchant，配音員：並木伸一）
火車司機助理（Assistant Engineer，配音員：山口隆行）
手下（Henchmmen，配音員：飯田浩志、平野俊隆、加藤木賢志）

## 遊戲版（未發售）
本作品是1999年Marcus企劃從ATLUS到PlayStation的冒險遊戲軟體的「西部曠野天使 ～曠野天使們～」的標題預定推出發售，但由於發生事情而被迫中止發售。在Marcus破產後，版權被東寶賣掉作為media mix作品，只把它製作為動畫版的形式來重見天日。還有，遊戲版卡洛琳的服裝與動畫版不同，瑪格麗特的配音員是小西寬子，只在遊戲版裡登場的角色蘇族少女戰士羽毛李維斯（Feather Reeves，配音員：川上未遊）。
2010年7月發售的遊戲雜誌《GAME SIDE》2010年8月號的專欄〈追逐虛幻的遊戲！〉並刊登回顧當時未發售的本作品，擔任遊戲版人物設計的漫畫家かのえゆうし揭露當時的狀況。動畫版裡羽毛不登場，因為是以在北美販賣為前提的事。
- ATLUS是西部劇ADV「EARLY REINS」的活動召開。擔任女主角的配音員也搭配好了（1999年6月17日） （页面存档备份，存于）
- 很可惜！「西部曠野天使」的活動召開延期了（1999年7月23日） （页面存档备份，存于）

## 資料來源
1. ↑  . TOHO-A-PARK.COM. 東寶株式會社.   [2012-07-01]. （原始内容存档于2003-06-08） （日语）.
2. ↑  . TOHO-A-PARK.COM. 東寶株式會社. 2010-06-01  [2012-07-01]. （原始内容存档于2016-01-03） （日语）.
3. ↑  . TSUTAYA online. Culture Convenience Club.   [2012-07-01]. （原始内容存档于2013-04-19） （日语）.
4. ↑  
資料作成: リスト制作委員會. . Animage 3月號 (東京: 德間書店). 2004-02-10, 27 (3): 180 （日语）.